# 呂公 (呂后父)
呂公（？—前203年），秦朝末年人物。呂雉的父亲。《史記索隐》引《相經》说他名呂文（字叔平），魏国汝南新蔡人。单父名士。为了避仇从單父縣搬家到沛县，沛中的豪杰吏“闻令有重客，皆往贺” 。沛令替自己的儿子求婚，吕公不答应。吕公当众对刘邦表示敬意“起，迎之门”，称赞劉邦骨相不凡，劝他“愿季自爱”，把女儿呂雉嫁给了刘邦。另一个女儿吕媭也嫁给了后来被封为舞阳侯的樊哙。《史記集解》称漢元年（前206年）封他为臨泗侯，汉四年吕公去世。高后元年（前187年）追謚呂宣王。郭沫若考证他是呂不韋一族。